# Běh na lyžích na Zimních olympijských hrách 2014 – štafeta muži
Štafeta 4×10 km mužů, běžecká disciplína z programu Zimních olympijských her 2014, se konala 16. února 2014 v  Centru biatlonu a běžeckého lyžování Laura v ruském Soči. Zvítězila štafeta Norska před Rusy a Francouzi. Favorizovaní Norové skončili bez medaile, když na prvních dvou úsecích nabrali více než minutovou ztrátu, kterou už nebyli schopni smazat. Česká štafeta skončila na 8. místě.

## Program
Časy jsou uvedeny v místním čase (UTC+4).
| Datum         | Čas   | Fáze závodu |
| ------------- | ----- | ----------- |
| 16. únor 2014 | 14:00 | Finále      |

## Výsledky
Závod odstartoval ve 14:00.
LAP — dostiženi o kolo
| Pořadí           | SČ | Štafeta                | Časy | Ztráta    |         |
| ---------------- | -- | ---------------------- | --- | --------- | ------- |
| Zlatá medaile    | 2  | Švédsko                | Lars Nelson (23:16.5) Daniel Rickardsson (22:59.6) Johan Olsson (21:00.4) Marcus Hellner (21:25.5)                  | 1:28:42.0 | —       |
| Stříbrná medaile | 3  | Rusko                  | Dmitrij Japarov (23:43.8) Alexandr Bessmertnych (23:13.6) Alexandr Legkov (20:33.4) Maxim Vylegžanin (21:38.5)      | 1:29:09.3 | +27.3   |
| Bronzová medaile | 9  | Francie                | Jean-Marc Gaillard (23:26.1) Maurice Manificat (23:13.6) Robin Duvillard (20:55.4) Ivan Perrillat Boiteux (21:38.8) | 1:29:13.9 | +31.9   |
| 4                | 1  | Norsko                 | Eldar Rønning (23:42.8) Chris Jespersen (23:36.1) Martin Johnsrud Sundby (20:56.8) Petter Northug (21:36.0)         | 1:29:51.7 | +1:09.7 |
| 5                | 4  | Itálie                 | Dietmar Nöckler (23:41.5) Giorgio Di Centa (23:16.3) Roland Clara (21:00.4) David Hofer (22:06.5)                   | 1:30:04.7 | +1:22.7 |
| 6                | 5  | Finsko                 | Sami Jauhojärvi (23:16.8) Iivo Niskanen (22:59.3) Lari Lehtonen (22:09.7) Matti Heikkinen (22:02.6)                 | 1:30:28.4 | +1:46.4 |
| 7                | 6  | Švýcarsko              | Curdin Perl (23:38.0) Jonas Baumann (23:34.0) Remo Fischer (21:49.1) Toni Livers (21:32.7)                          | 1:30:33.8 | +1:51.8 |
| 8                | 11 | Česko                  | Aleš Razým (23:43.5) Lukáš Bauer (22:49.9) Martin Jakš (21:25.2) Dušan Kožíšek (22:38.2)                            | 1:30:36.8 | +1:54.8 |
| 9                | 7  | Německo                | Jens Filbrich (23:53.3) Axel Teichmann (23:18.5) Tobias Angerer (21:32.9) Hannes Dotzler (22:34.1)                  | 1:31:18.8 | +2:36.8 |
| 10               | 15 | Estonsko               | Karel Tammjärv (24:17.2) Algo Kärp (23:53.3) Aivar Rehemaa (22:13.0) Raido Ränkel (22:29.1)                         | 1:32:52.6 | +4:10.6 |
| 11               | 10 | Spojené státy americké | Andrew Newell (24:34.3) Erik Bjornsen (23:56.8) Noah Hoffman (21:37.4) Simi Hamilton (23:06.6)                      | 1:33:15.1 | +4:33.1 |
| 12               | 12 | Kanada                 | Len Väljas (24:16.1) Ivan Babikov (23:56.9) Graeme Killick (22:04.6) Jesse Cockney (23:01.4)                        | 1:33:19.0 | +4:37.0 |
| 13               | 13 | Kazachstán             | Denis Volotka (23:50.1) Sergej Čerepanov (24:28.7) Jevgenij Veličko (22:44.2) Mark Starostin (23:08.9)              | 1:34:11.9 | +5:29.9 |
| 14               | 14 | Bělorusko              | Michail Semenov (24:20.6) Alexander Lasutkin (25:13.2) Aliaksei Ivanou (22:27.8) Sergej Dolidovič (22:38.5)         | 1:34:40.1 | +5:58.1 |
| 15               | 16 | Polsko                 | Maciej Kreczmer (24:04.1) Sebastian Gazurek (24:35.5) Maciej Staręga (22:42.9) Jan Antolec (24:24.0)                | 1:35:46.5 | +7:04.5 |
| 16               | 8  | Japonsko               | Hirojuki Mijazawa (25:17.8) Keišin Jošida (24:54.3) Nobu Naruse (23:31.2) Akira Lenting                             | LAP       |         |